# Прощання з Батьківщиною
Прощання з Батьківщиною (пол. Pożegnanie Ojczyzny), частіше Полонез Оґінського, авторське позначення - Полонез № 13— полонез ля мінор, написаний польським композитором Міхалом Оґінським в 1794 році. Один з найвідоміших полонезів.

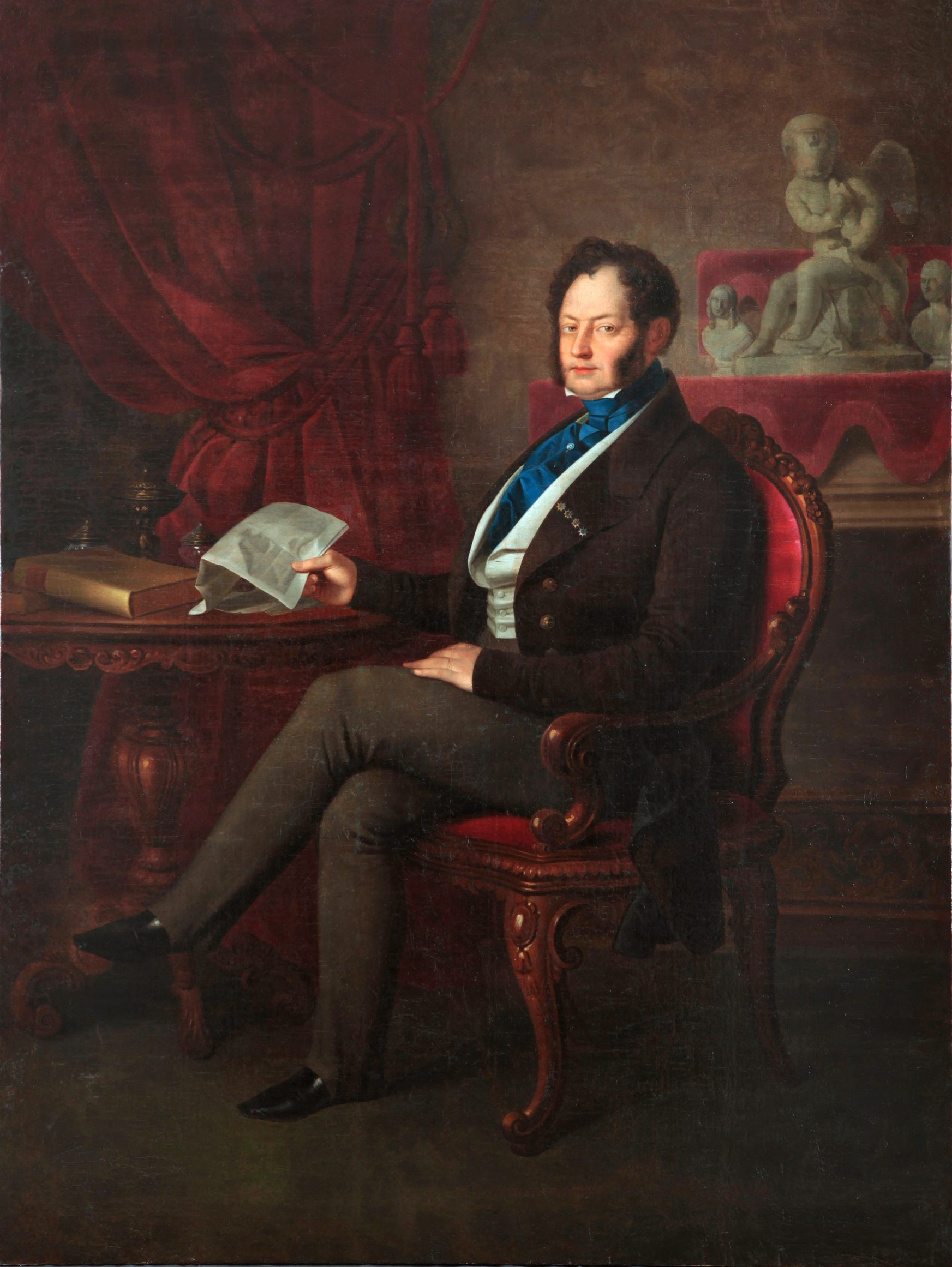
Міхал Клеофас Оґінський

Вважається, що Оґінський написав полонез, полишаючи Річ Посполиту після придушення російськими військами Повстання Костюшка, в якому він брав участь.
Першопочатково був написаний для клавішних інструментів, існують перероблені варіації для різних інструментів і оркестру. Полонез був записаний низкою відомих виконавців, у тому число Вандою Ландовською (на клавесині).
«Полонез Оґінського» розглядався як варіант державного гімну Білорусі, однак на думку державної комісії, що відхилила цей варіант, він дуже складний для виконання і розуміння і не підходить для використовування як національний гімн.

## Слова
Пісня,  лети, як птах  удалечінь,

Адже  десь  там,  в тиші лісовій,

Стоїть  над  річкою  синьою  рідний  дім.

Де чекає  на  мене  кохана  й  вірна, де тихий мій причал,

І ввечері в саду з дому чується лишень звуки полонезу.
Сон ночі несе, несе до далеких берегів мого кохання,

Знову все так задумано і тихо, тільки хвилі,

Тільки світло й хмари, і ми з тобою в руці рука.

Там на пагорбі високих трав до нього в дитинстві бігав сам,

Любив дивитись в очі святим на образах.

І ангели, літаючи, посміхались у білосніжних куполах,
І чулись під сводами чаруючі звуки благовісту.

Боже, храни мій край від бід і невзгод, храни, 

Не дай забути, не дай, куди ми йдемо і куди йшли. 

І от сохи, і від землі, від луків, і від ріки, і від лісів,

І від дібров, і від цвітучих спілих трав до свого коріння.

Повернутись повинні, до спасіння душі зобов'язані повернутись.

Пісне, лети як птах у даль, бо десь там,

У тиші лісовій, стоїть у річки синій рідний дім.

Де чекає мене кохана й вірна, де тихий мій причал,

І ввечері в саду із дому чується лише звуки полонезу.

## У нумізматиці
Фрагмент шостого такту полонезу «Прощання з Батьківщиною» був зображений в колажі на реверсі банкноти номіналом 50 білоруських рублів 2009 року.

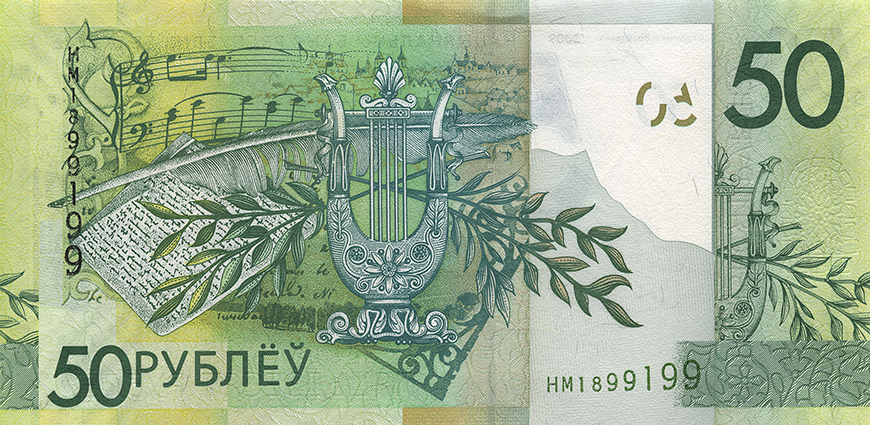